# .bj
.bj este un domeniu de internet de nivel superior, pentru Benin (ccTLD).